# التجديف في الألعاب الأولمبية الصيفية 2016
مسابقات التجديف في دورة الألعاب الأولمبية الصيفية 2016 في ريو دي جانيرو أجريت في الفترة من 06 إلى 13 أغسطس 2016 عند بحيرة رودريغو دي فريتاس في كوباكابانا. تضمنت البطولة أربعة عشر حدث وشارك فيه حوالي 550 رياضي، 331 من الرجال و 219 من النساء.